# Litxébne
Litxébne (en (ucraïnès): Лічебне, en rus: Лечебное, Letxébnoie) és un poble de la República Autònoma de Crimea a Ucraïna, que el 2014 tenia 567 habitants. Pertany al districte de Bilogorsk.